# Andrenosoma atra
Andrenosoma atra är en tvåvingeart som först beskrevs av Carl von Linné 1758.  Andrenosoma atra ingår i släktet Andrenosoma och familjen rovflugor. Inga underarter finns listade i Catalogue of Life.